# Loxophlebia asmodeus
Loxophlebia asmodeus là một loài bướm đêm thuộc phân họ Arctiinae, họ Erebidae.